# 富所和子
富所 和子（とみどころ かずこ、6月9日 - ）は、日本の漫画家。神奈川県出身。女性。血液型はO型。
1981年、第25回フレッシュジャンプ賞佳作となった『なんか妖怪!?』が、週刊少年ジャンプに掲載され、デビュー。
その後、TOMIのペンネームで描き下ろしSFまんがアンソロジー『ワープin』Vol.5（1986年、徳間書店）に読み切りを掲載。同号では開田裕治と共に表紙画を飾っている。『月刊少年キャプテン』（徳間書店）では、大崎悌造の原作でお色気コメディ『挑介がイク!!』を連載した。
1990年代に入ると、富所和子名義に戻し、『ぴょんぴょん』『ちゃお』など、小学館の少女漫画雑誌で、少年漫画色の強い幼年向け少女漫画を執筆する。代表作は『ライバルはキュートBoy』、『ハートにダンク』など。

## 作品

### 読み切り
- なんか妖怪!?（週刊少年ジャンプ、1981年26号 ※第25回フレッシュジャンプ賞佳作）
- とつぜん! ラブCAT（ちゃお、2001年11月号）
- 季節はずれのGRADUATION（ChuChu、2002年9月号増刊）
- オレ様と私（ChuChu、2003年）

### 単行本
- 挑介がイク!!（徳間書店、全2巻）[2] - 「TOMI」名義
  1. （1986年）
  2. （1987年）
- パニックパーティ（1988年、東京三世社、全1巻、ホラー系短編集）全国書誌番号:88056439 - 「TOMI」名義
- ショッキングパーティ（1988年、東京三世社、全1巻、ホラー系短編集）ISBN 4885705584 - 「TOMI」名義
- はずんでキャッチ（1992年）
- ないしょのココナッツ（1993年） - 『小学三年生』（小学館）連載。小学3年生の内木香子（ココ）と山口夏樹（ナッツ）はくしゃみをすると人格が入れ換わってしまう。
- ハートにダンク（1993年～1994年） - 2001年に新装版が発売
- 超ふしぎサークル（1996年）
- ライバルはキュートBoy（1999年～2003年）
- 闇に鳴く石（2003年） - 「富所和子、山口夏実」名義